# Kapa
Kapa (grčki srednji rod: Κάππα; veliko slovo Κ; malo slovo κ ili {\displaystyle \varkappa }) deseto je slovo grčkog alfabeta i ima brojčanu vrijednost 20. U starogrčkom se izgovaralo /k/, a u novogrčkome se izgovara /k/ ili /c/, ovisno o položaju.
Osim u grčkom slovo kapa rabi se za neke konstante u fizici, kao što je konstanta torzije, i za neke veličine u matematici.
Slovo kaf iz feničkog pisma izvor je grčkoga slova kapa:
| Proto-semitsko K | Feničko kaf | Grčko kapa |
| prasemitsko K    | feničko kaf | grčko kapa |

Standardi Unicode i HTML ovako predstavljaju slovo grčko slovo kapa:
|                           | Unikod | Unikod                     | HTML     | HTML    | izgled ovisi o pregledniku | poveznice (engl.)                |
| k. točka                  | naziv  | kod                        | entitet  |         | izgled ovisi o pregledniku | poveznice (engl.)                |
| ------------------------- | ------ | -------------------------- | -------- | ------- | -------------------------- | -------------------------------- |
| Veliko slovo K            | U+039A | GREEK CAPITAL LETTER KAPPA | &#x039A; | &Kappa; | Κ                          | detaljni podaci test preglednika |
| Malo slovo κ              | U+03BA | GREEK SMALL LETTER KAPPA   | &#x03BA; | &kappa; | κ                          | detaljni podaci test preglednika |
| Malo slovo ϰ (varijacija) | U+03F0 | GREEK KAPPA SYMBOL         | &#x03F0; | nema    | ϰ                          | detaljni podaci test preglednika |